# Schallenergiedichte
| Schallgrößen |
| --- |
| - Schallauslenkung {\displaystyle \xi } - Schalldruck {\displaystyle p} - Schalldruckpegel {\displaystyle L_{p}} - Schallenergiedichte {\displaystyle E} - Schallenergie {\displaystyle W} - Schallfluss {\displaystyle q} - Schallgeschwindigkeit {\displaystyle c_{\text{S}}} - Schallimpedanz {\displaystyle Z} - Schallintensität {\displaystyle I} - Schallleistung {\displaystyle P_{\text{ak}}} - Schallschnelle {\displaystyle v} - Schallschnelleamplitude {\displaystyle v} - Schallstrahlungsdruck |

Die Schallenergiedichte (Formelzeichen E oder w) ist ein Maß zur Beschreibung der an einem bestimmten Ort des Schallfelds vorhandenen Schallenergie. Sie ist eine Schallenergiegröße. Die zugehörige logarithmische Größe ist der Schallenergiedichtepegel.

## Definition
Die Schallenergiedichte E ist die Schallenergie pro Volumeneinheit:
{\displaystyle E={\frac {\mathrm {d} W({\vec {x}})}{\mathrm {d} V}}}
Sie gibt Auskunft über die Schallenergie W an einem bestimmten Ort {\displaystyle {\vec {x}}} eines Schallfeldes und ist dessen Energiedichte.
Die Einheit der Schallenergiedichte ist Joule pro Kubikmeter (J/m³).
Im Sonderfall der ebenen fortschreitenden Welle ist die zeitgemittelte Schallenergiedichte:
{\displaystyle {\bar {E}}={\frac {I}{c}}},
wobei I die Schallintensität und c die Schallgeschwindigkeit ist.

## Schallenergiedichtepegel
Gelegentlich wird die Schallenergiedichte auch in Form eines Schallenergiedichtepegels LE in Dezibel (dB) angegeben:
{\displaystyle L_{E}=10\,\log _{10}\left({\frac {E_{1}}{E_{0}}}\right)\;{\text{dB}}.}
Der Bezugswert ist mit {\displaystyle E_{0}=10^{-12}} J/m³ oder W·s/m³ definiert.

## Zusammenhänge in der ebenen Welle
Weitere Formeln zur Schallenergiedichte bei ebenen, fortschreitenden Schallwellen:
{\displaystyle E=\xi ^{2}\cdot \omega ^{2}\cdot \rho =v^{2}\cdot \rho ={\frac {a^{2}\cdot \rho }{\omega ^{2}}}={\frac {p^{2}}{Z\cdot c}}={\frac {I}{c}}={\frac {P_{\text{ak}}}{c\cdot A}}}
Hierbei ist:
| Symbol                         | SI-Einheiten | Bedeutung                                   |
| ------------------------------ | ------------ | ------------------------------------------- |
| {\displaystyle E}              | W·s/m3       | Schallenergiedichte                         |
| {\displaystyle \xi }           | m, Meter     | Schallauslenkung                            |
| {\displaystyle \omega =2\pi f} | rad/s        | Kreisfrequenz                               |
| {\displaystyle f}              | Hertz        | Frequenz                                    |
| {\displaystyle \rho }          | kg/m3        | Luftdichte, Dichte der Luft (des Mediums)   |
| {\displaystyle V}              | m/s          | Schallschnelle                              |
| {\displaystyle a}              | m/s2         | Schallbeschleunigung                        |
| {\displaystyle p}              | Pascal       | Schalldruck                                 |
| {\displaystyle Z=c\cdot \rho } | N·s/m3       | Schallkennimpedanz, Akustische Feldimpedanz |
| {\displaystyle I}              | W/m2         | Schallintensität                            |
| {\displaystyle c}              | m/s          | Schallgeschwindigkeit                       |
| {\displaystyle P_{\text{ak}}}  | W, Watt      | Schallleistung                              |
| {\displaystyle A}              | m2           | Durchschallte Fläche                        |